# 徐景新
徐景新（1943年—），上海奉贤人，中国作曲家。

## 生平
高中就读于上海市虹口中学。17岁考入上海音乐学院理论作曲系。1967年，他被分配到上海电影制片厂担任作曲，先后为《苦恼人的笑》、《烛光里的微笑》、《日出》、《小街》等八十多部电影作曲，并创作了一些供音乐会演奏的作品，如民乐合奏《飞天》（与陈大伟合著）、钢琴协奏曲《一江春水》等。1988年后，担任上海电影乐团团长、艺术总监。

## 作品
- 民乐合奏《飞天》
- 民乐合奏《风》
- 钢琴协奏曲《一江春水》
- 声乐随想曲《春江花月夜》
- 电影《小街》插曲：《妈妈留给我一首歌》